# Drajkovce
Drajkovce en serbe latin et Drekoc en albanais (en serbe cyrillique : Драјковце) est une localité du Kosovo située dans la commune/municipalité de Štrpce/Shtërpcë, district de Ferizaj/Uroševac (Kosovo) ou district de Kosovo (Serbie). Selon le recensement kosovar de 2011, elle compte 106 habitants.

## Démographie

### Évolution historique de la population dans la localité
| 1948 | 1953 | 1961 | 1971 | 1981 | 1991 | 2011 |
| ---- | ---- | ---- | ---- | ---- | ---- | ---- |
| 218  | 225  | 208  | 173  | 182  | 193  | 106  |

|  |

### Répartition de la population par nationalités (2011)
En 2011, les Serbes représentaient 63,21 % de la population et les Albanais 36,79 %.